# Harvey Keitel
Pour les articles homonymes, voir Keitel.
Harvey Keitel est un acteur américain, aussi producteur de cinéma, né le 13 mai 1939 à Brooklyn, New York.
Il s'est distingué dans des films qui ont marqué l'histoire du cinéma américain comme Taxi Driver (1976), Thelma et Louise (1991), Reservoir Dogs (1992), Bad Lieutenant (1992), Pulp Fiction (1994), Smoke (1995) et Le Regard d'Ulysse (1995). 
Reconnu comme un grand acteur, il n'a jamais été récompensé par un Oscar mais a reçu des prix prestigieux, dont l'Ours d'argent à la Berlinale.

## Biographie

### Jeunesse, formation et débuts
Né à New York dans l'arrondissement de Brooklyn, de parents juifs, roumain par sa mère et polonais par son père, il grandit à Brighton Beach à Brooklyn.
Issu de l'Actors Studio, Keitel, ancien marine, commence sa carrière aux côtés de Martin Scorsese et Robert De Niro dans des films tels que Who's That Knocking at My Door (1967), Mean Streets (1973) et Taxi Driver (1976). Il quitte le tournage d'Apocalypse Now, pour divergence de vue avec le réalisateur Francis Ford Coppola  en 1979, au bout de deux semaines (en 1998, il quitte également le tournage du dernier film de Stanley Kubrick, Eyes Wide Shut).
En disgrâce auprès des studios américains, il tourne alors dans des productions européennes : La Mort en direct de Bertrand Tavernier (1980) et La Nuit de Varennes d'Ettore Scola (1982). En 1988, il retrouve Martin Scorsese qui lui confie le rôle de Judas dans le très controversé film La Dernière Tentation du Christ.

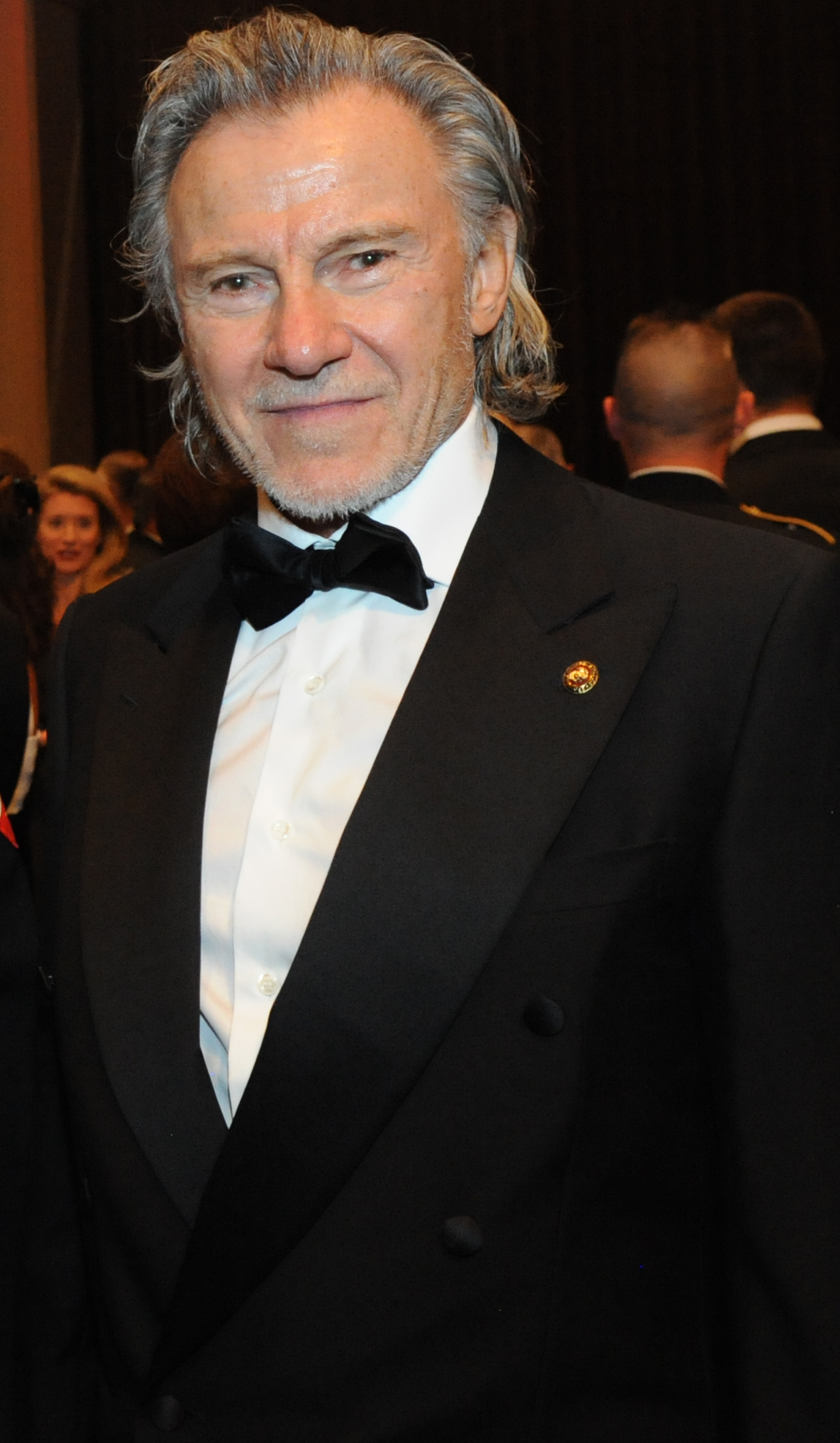
Harvey Keitel en 2009.

### Carrière
Au début des années 1990, sa carrière trouve un second souffle. En 1991 Ridley Scott le sollicite pour Thelma et Louise où sa prestation dans le rôle du détective Hal Slocumb est particulièrement remarquée. Cette même année, par l'intermédiaire d'une connaissance il reçoit le scénario d'un film de gangsters écrit par un jeune réalisateur encore inconnu : Quentin Tarantino. Emballé par l'histoire, il accepte de coproduire le film et d'y tenir le rôle principal. C'est Reservoir Dogs, salué lors de sa sortie en 1992 par la critique et devenu culte.
Le film révèle Tarantino aux yeux du monde entier, et relance totalement la carrière de Keitel qui intéresse à nouveau des réalisateurs renommés.
Il tient le rôle principal d'un « flic toxicomane amoral » dans Bad Lieutenant d'Abel Ferrara (1992) ; beaucoup d'observateurs considèrent d'ailleurs qu'Harvey Keitel y tient le meilleur rôle de toute sa carrière. Il tourne ensuite dans La Leçon de piano de Jane Campion (1993), et retrouve à nouveau Quentin Tarantino pour Pulp Fiction (1994). Ces films lui offrent une célébrité qu'il n'avait pas alors conquise et lui permettent de mener sa carrière entre films d'auteurs et grosses productions hollywoodiennes.
En 1997, casté pour jouer Victor Ziegler, il quitte avec fracas le tournage d'Eyes Wide Shut, de Stanley Kubrick, excédé par les méthodes du cinéaste ; son personnage est finalement incarné par Sydney Pollack.
En 2008, Harvey Keitel obtient son tout premier rôle dans une série télévisée, Life on Mars, adaptation américaine de la série britannique du même nom. Mais la série ne dure qu'une seule saison.
En 2012, il est l'invité au 38e festival du cinéma américain de Deauville, pour un hommage qui lui est rendu pour l'ensemble de sa carrière.
Fin 2013, il apparait dans le clip Pretty Hurts de Beyoncé Knowles (extrait de l'album Beyoncé), réalisé par Melina Matsoukas.

### Une spécialité
Dès le début, la carrière de Harvey Keitel se singularise par des tournages avec des réalisateurs débutants dont certains sont d'ailleurs devenus célèbres. C'est ainsi qu'il joua dans le premier film du réalisateur américain Martin Scorsese, Who's That Knocking at My Door, mais aussi dans celui d'un réalisateur anglais qui connut une grande carrière, Ridley Scott, avec qui il tourna Les Duellistes (1977). Il joua aussi dans l'un des premiers films d'Alan Rudolph : Bienvenue à Los Angeles (1976). James Toback fit jouer Harvey Keitel dans son premier film, Mélodie pour un tueur (1978), et Paul Schrader dans le sien, Blue Collar. Enfin, Reservoir Dogs, le premier film de Quentin Tarantino, a été coproduit par Harvey Keitel, qui y a joué l'un des rôles principaux.

### Vie privée
Marié à l'actrice Lorraine Bracco de 1982 à 1993, il est, depuis 2001, l'époux de Daphna Kastner, également actrice. Il est le père de trois enfants : Stella née en 1985 de Lorraine Bracco, Hudson né en 2001 de sa relation avec Lisa Karmazin, et Roman né en 2004 de Daphna Kastner. Il est le parrain de Max, fils de Michael Madsen.

## Filmographie

### Acteur

#### Cinéma

##### Années 1960
- 1967 : Reflets dans un œil d'or (Reflections in a Golden Eye) de John Huston : un soldat (non crédité)
- 1967 : Who's That Knocking at My Door (I Call First) de Martin Scorsese : J. R.

##### Années 1970

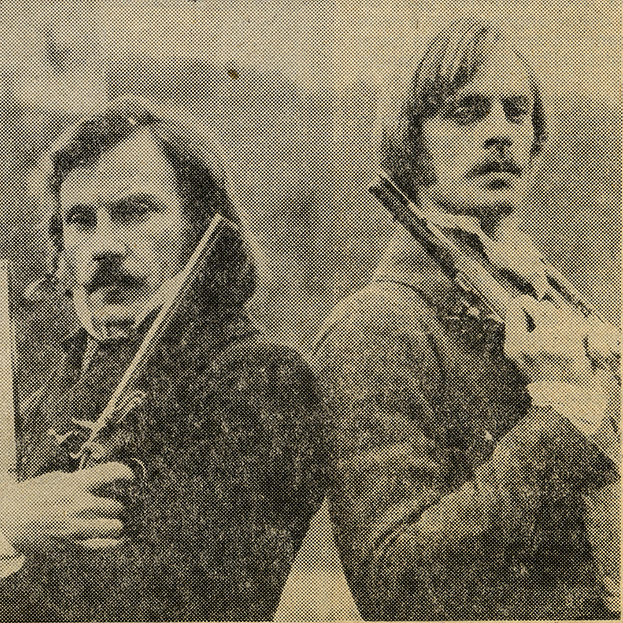
Harvey Keitel et Keith Carradine dans Les Duellistes (1977).

- 1973 : Mean Streets de Martin Scorsese : Charlie
- 1974 : Alice n'est plus ici (Alice Doesn't Live Here Anymore) de Martin Scorsese : Ben
- 1975 : That's the Way of the World (en) de Sig Shore (en) : Coleman Buckmaster
- 1976 : Taxi Driver de Martin Scorsese : "Sport" Matthew
- 1976 : Ambulances tous risques (Mother, Jugs & Speed) de Peter Yates : Tony Malatesta
- 1976 : Buffalo Bill et les Indiens (Buffalo Bill and the Indians, or Sitting Bull's History Lesson) de Robert Altman : The Relative/Ed Goodman
- 1977 : Bienvenue à Los Angeles (Welcome to L.A.) d'Alan Rudolph : Ken Hood
- 1977 : Les Duellistes (The Duellists) de Ridley Scott : Feraud
- 1978 : Blue Collar de Paul Schrader : Jerry Bartowski
- 1978 : Mélodie pour un tueur (Fingers) de James Toback : Jimmy Fingers
- 1979 : L'Étalon de guerre (Eagle's Wing) d'Anthony Harvey : Henry
- 1979 : Saturn 3 de Stanley Donen : Benson
- 1979 : Enquête sur une passion (Bad timing) de Nicolas Roeg : inspecteur Netusil

##### Années 1980
- 1980 : La Mort en direct de Bertrand Tavernier : Roddy
- 1981 : Police frontière (The Border) de Tony Richardson : Cat
- 1982 : La Nuit de Varennes d'Ettore Scola : Thomas Paine
- 1983 : Une pierre dans la bouche de Jean-Louis Leconte : le fugitif
- 1983 : À couteau tiré (Copkiller) de Roberto Faenza : lieutenant Fred O'Connor
- 1983 : Surexposé (Exposed) de James Toback : Rivas
- 1984 : Falling in Love d'Ulu Grosbard : Ed Lasky
- 1984 : Némo d'Arnaud Sélignac : M. Legend
- 1985 : Le Chevalier du dragon (El caballero del dragón) de Fernando Colomo : Klever
- 1986 : Camorra (Un complicato intrigo di donne, vicoli e delitti) de Lina Wertmüller : Frankie
- 1986 : Le flic était presque parfait (Off Beat) de Michael Dinner : Mickey
- 1986 : Mafia Salad (Wise Guys) de Brian De Palma : Bobby DiLea
- 1986 : L'Enquête (L'inchiesta) de Damiano Damiani : Ponce Pilate
- 1986 : The Men's Club (en) de Peter Medak : Solly Berliner
- 1987 : Le Dragueur de James Toback : Alonzo Scolara
- 1988 : Grandi cacciatori d'Augusto Caminito : Thomas
- 1988 : Caro Gorbaciov (Dear Gorbachev) de Carlo Lizzani : Nikolaï Boukharine
- 1988 : La Dernière Tentation du Christ (The Last Temptation of Christ) de Martin Scorsese : Judas
- 1989 : Calendrier meurtrier (January Man) de Pat O'Connor : Frank Starkey

##### Années 1990
- 1990 : Les Cavaliers de la gloire (La Batalla de los tres reyes) de Souheil Ben Barka et Uchkun Nazarov : Sandobal
- 1990 : Deux Yeux maléfiques (Due occhi diabolici) (segment "Le Chat noir") de Dario Argento : Roderick Usher
- 1990 : The Two Jakes de Jack Nicholson : Julius « Jake » Berman
- 1991 : Pensées mortelles (Mortal Thoughts) d'Alan Rudolph : détective John Woods
- 1991 : Thelma et Louise (Thelma & Louise) de Ridley Scott : Hal Slocombe
- 1991 : Bugsy de Barry Levinson : Mickey Cohen
- 1992 : Reservoir Dogs de Quentin Tarantino : Lawrence « Larry » Dimmick, alias « M. White »
- 1992 : Sister Act d'Emile Ardolino : Vince LaRocca
- 1992 : Bad Lieutenant d'Abel Ferrara : le lieutenant
- 1993 : Nom de code : Nina (Point of No Return) de John Badham : Victor le nettoyeur
- 1993 : La Leçon de piano (The Piano) de Jane Campion : George Baines
- 1993 : Soleil levant (Rising Sun) de Philip Kaufman : lieutenant Tom Graham
- 1993 : Les Jeunes Américains (The Young Americans) de Danny Cannon : John Harris
- 1993 : Snake Eyes (Dangerous Game) d'Abel Ferrara : Eddie Israel
- 1994 : Mon ami Dodger (Monkey Trouble) de Franco Amurri : Azro
- 1994 : Pulp Fiction de Quentin Tarantino : Winston Wolfe
- 1994 : Somebody to Love d'Alexandre Rockwell : Harry Harrelson
- 1994 : Le Point de rupture (Imaginary Crimes) d'Anthony Drazan : Ray Weiler
- 1995 : Le Regard d'Ulysse (Το Βλέμμα του Οδυσσέα) de Theo Angelopoulos : A
- 1995 : Smoke de Wayne Wang & Paul Auster : Augustus "Auggie" Wren
- 1995 : Clockers de Spike Lee : détective Rocco Klein
- 1995 : Brooklyn Boogie (Blue in the Face) de Wayne Wang et Paul Auster : Augustus "Auggie" Wren
- 1995 : Get Shorty de Barry Sonnenfeld : lui-même dans le rôle de Ray Barboni
- 1996 : Une nuit en enfer (From Dusk till Dawn) de Robert Rodriguez : Jacob Fuller
- 1996 : Petits Meurtres entre nous (Head Above Water) de Jim Wilson : George
- 1997 : Copland de James Mangold : Ray Donlan
- 1997 : Le Mystère des fées : Une histoire vraie (FairyTale: A True Story) de Charles Sturridge : Harry Houdini
- 1997 : City of Crime (City of Industry) de John Irvin : Roy Egan
- 1997 : Full Tilt Boogie (making-of d'Une nuit en enfer) de Sarah Kelly : lui-même
- 1998 : Shadrach de Susanna Styron : Vernon
- 1998 : Lulu on the Bridge de Paul Auster : Izzy Maurer
- 1998 : Road to Graceland (Finding Graceland) de David Winkler : Elvis
- 1998 : Il mio West de Giovanni Veronesi : Johnny Lowen
- 1999 : Trois Saisons (Three Seasons) de Tony Bui : James Hager
- 1999 : Holy Smoke de Jane Campion : P.J. Waters

##### Années 2000
- 2000 : U-571 de Jonathan Mostow : Officier Henry Klough dit "chef"
- 2000 : Little Nicky de Steven Brill : Satan
- 2001 : Accroché ou Pris au piège (Nailed) de Joel Silverman : Tony Romano
- 2001 : Vipera de Sergio Citti : Leone
- 2001 : Taking Sides : Le Cas Furtwängler (Taking Sides) d'István Szabó : Major Steve Arnold
- 2001 : The Grey Zone de Tim Blake Nelson : SS-Oberscharfuhrer Eric Muhsfeldt
- 2002 : Nowhere de Luis Sepúlveda : le gringo
- 2002 : Ginostra de Manuel Pradal : Matt Benson
- 2002 : Dragon rouge (Red Dragon) de Brett Ratner : Jack Crawford
- 2002 : Beeper de Jack Sholder : Zolo
- 2003 : Wanted (Ils vont braquer l'Amérique !) (Crime Spree) de Brad Mirman : Frankie Zammeti
- 2003 : Galindez (El Misterio Galíndez) de Gerardo Herrero : Edward Robards
- 2003 : Qui a tué l'idée ? (Who Killed the Idea?) (court métrage) de Hermann Vaske : un enquêteur privé
- 2003 : Dreaming of Julia (en) (Cuban Blood) de Juan Gerard : Che
- 2003 : Chasing the Elephant (court métrage) de Trevor P. Jenkins : l'homme mystérieux
- 2004 : Puerto Vallarta Squeeze d'Arthur Allan Seidelman : Walter McGrane
- 2004 : Benjamin Gates et le Trésor des Templiers (National Treasure : The Treasure of the Templiers) de Jon Turteltaub : Agent Peter Sadusky
- 2004 : Le Pont du roi Saint-Louis (The Bridge of San Luis Rey) de Mary McGuckian : Oncle Pio
- 2005 : One Last Dance de Max Makowski : Terrtano
- 2005 : Be Cool de F. Gary Gray : Nick Carr
- 2005 : Coup de foudre en Toscane (The Shadow Dancer) de Brad Mirman : Weldon Parish
- 2006 : Un crime (A Crime) de Manuel Pradal : Roger
- 2006 : Il mercante di pietre de Renzo Martinelli : Ludovico Vicedomini
- 2006 : Arthur et les Minimoys de Luc Besson : Miro (voix version anglaise)
- 2007 : My Sexiest Year de Howard Himelstein : Zowie
- 2007 : Benjamin Gates et le Livre des secrets (National Treasure: Book of Secrets) de Jon Turteltaub : Agent Peter Sadusky
- 2009 : Inglourious Basterds de Quentin Tarantino : Général américain de l'OSS à la radio (voix non créditée)
- 2009 : Les Anges noirs (The Ministers) de Franc Reyes : Joseph Bruno
- 2009 : Engrenage mortel (Wrong Turn at Tahoe) de Franck Khalfoun : Nino

##### Années 2010
- 2010 : A Beginner's Guide to Endings de Jonathan Sobol : Duke White
- 2010 : Mon beau-père et nous (Little Fockers) de Paul Weitz : Randy Weir
- 2011 : The Last Godfather de Shim Hyung-rae : Don Carini
- 2011 : Gandhi of the Month de Kranti Kanade : Edward Baker
- 2012 : Moonrise Kingdom de Wes Anderson : commandant Pierce
- 2012 : Le Congrès d'Ari Folman : Al
- 2013 : A Farewell to Fools de Bogdan Dreyer : père Johanis
- 2013 : La Voie de l'ennemi de Rachid Bouchareb : Shérif Bill Agati
- 2014 : By the Gun (en) de James Mottern : Salvatore Vitaglia
- 2014 : The Grand Budapest Hotel de Wes Anderson : Ludvig
- 2014 : Rio, I Love You (Rio, eu te amo), film à sketches, segment Le Miracle (O Milagre) de Nadine Labaki : l'acteur
- 2015 : Youth (La giovinezza) de Paolo Sorrentino : Mick Boyle
- 2015 : The Ridiculous 6 de Frank Coraci : Smiley
- 2016 : L'Élu (Chosen) de Jasmin Dizdar : Sonson
- 2016 : The Comedian de Taylor Hackford : Mac Schiltz
- 2017 : Lies We Tell de Mitu Misra : Demi
- 2017 : Madame d'Amanda Sthers : Bob
- 2018 : L'Île aux chiens (Isle of Dogs) de Wes Anderson : Gondo (voix)
- 2018 : The Last Man de Rodrigo H. Vila : Noe
- 2018 : La Loi de Brooklyn (First We Take Brooklyn) de Danny A. Abeckaser (en) : Anatoly
- 2019 : The Irishman de Martin Scorsese : Angelo Bruno
- 2019 : L'Oiseau bariolé (Nabarvené ptáče) de Václav Marhoul : le prêtre
- 2019 : Esau de Pavel Lounguine : Abraham

##### Années 2020
- 2020 : Fatima de Marco Pontecorvo : professeur Nichols
- 2021 : Just Noise de Davide Ferrario : Général Hunter Blair
- 2021 : Lansky d'Eytan Rockaway : Meyer Lansky
- 2022 : The Baker de Jonathan Sobol : Merchant
- 2023 : Paradox Effect de Scott Weintrob : Silvio
- 2024 : Joe Baby de Steven Brand : Randall Kane
- 2024 : Spread de Ellie Kanner : Frank
- 2025 : Hard Matter de Justin Price : Eion
- 2025 : The Wrecker de Art Camacho : Dante
- 2025 : Hellfire de Isaac Florentine : Jeremiah
- 2025 : Milarepa de Louis Nero : Marpa
- 2025 : Laws of Man de Phil Blattenberger : Cassidy Whitaker
- 2025 : FATE de Jonathan Baker
- 2025 : The Letter de Rodrigo H. Villa : Finn O'Brien

#### Télévision
- 1966 : Papa Schultz (Stalag 13) (série télévisée) : un soldat allemand
- 1966 : Dark Shadows (série télévisée) : un client du Blue Whale
- 1968 : N.Y.P.D. (série télévisée) : Ramby
- 1971 : Great Performances (série télévisée) : Jerry
- 1973 : Kojak (série télévisée), saison 1, épisode 1 : Jerry Talaba
- 1974 : The Virginia Hill Story (téléfilm) de Joel Schumacher : Bugsy Siegel
- 1974 : Sur la piste du crime (The F.B.I.) (série télévisée) : Ernie
- 1984 : La bella Otero (téléfilm) de José Maria Sanchez : Jurgens
- 1985 : Histoires fantastiques (Amazing Stories) (série télévisée) : Byron Sullivan
- 1986 : The Ellen Burstyn Show (en) (série télévisée) : Frank Tanner
- 2000 : Point limite (Fail Safe) (téléfilm) de Stephen Frears : Brig. Gen. Warren Black
- 2002 : Saturday Night Live (série télévisée) : Siegfried
- 2006 : Destination 11 Septembre (The Path to 9/11) (téléfilm) de David L. Cunningham : John O'Neill
- 2008-2009 : Life on Mars (série télévisée) : lieutenant Gene Hunt
- 2012 : Lune de miel tragique (Fatal Honeymoon) (téléfilm) de Nadia Tass : Tommy Thomas
- 2022 : Trésors perdus : le secret de Moctezuma (National Treasure : Edge of History) de Cormac et Marianne Wibberley : Agent Peter Sadusky (série télévisée, 1 épisode)
- 2024 : Le Tatoueur d'Auschwitz (The Tattooist of Auschwitz) (mini-série télévisée) : Lali Sokolov

### Producteur / producteur délégué
- 1992 : Reservoir Dogs de Quentin Tarantino (coproducteur)
- 1995 : Brooklyn Boogie de Wayne Wang et Paul Auster (producteur délégué)
- 1999 : Trois Saisons de Tony Bui (producteur délégué)
- 2001 : The Grey Zone de Tim Blake Nelson (producteur délégué)
- 2003 : Dreaming of Julia (en) (Cuban Blood) de Juan Gerard

## Distinctions

### Récompenses
- National Society of Film Critics Awards 1992 : meilleur acteur dans un second rôle pour Thelma et Louise et pour Bugsy
- Chicago Film Critics Association Awards 1992 : Meilleur acteur dans un second rôle pour Bugsy
- Prix Sant Jordi 1993 : Prix Sant Jordi du meilleur acteur étranger pour Reservoir Dogs
- Australian Film Institute Awards 1993 : meilleur acteur dans un rôle principal pour La Leçon de piano
- Fantasporto 1993 : meilleur acteur pour Bad Lieutenant
- Film Independent's Spirit Awards 1993 : meilleur acteur pour Bad Lieutenant
- Festival du film de Boston 1994 : Prix d'excellence filmique.
- Berlinale 1995 : Ours d'argent (Grand prix du jury) pour Smoke partagé avec le réalisateur Wayne Wang.
- Prix David di Donatello 1996 : Meilleur acteur étranger pour Smoke
- Festival du film de San Francisco 1996 : Prix Peter J. Owens
- Festival international du film de Moscou 2002 : Prix Stanislavski.
- Festival international du film de Karlovy Vary 2004 : Prix Spécial pour sa contribution au monde du cinéma.
- Festival international du film d'Istanbul 2005 : Prix pour l'ensemble de sa carrière.

### Nominations
- National Society of Film Critics Awards 1977 : meilleur acteur dans un second rôle pour Taxi Driver
- New York Film Critics Circle Awards 1977 : meilleur acteur dans un second rôle pour Taxi Driver
- Razzie Awards 1989 : Pire acteur dans un second rôle pour La Dernière Tentation du Christ
- New York Film Critics Circle Awards 1992 : Meilleur acteur pour Bad Lieutenant
- Oscars 1992 : meilleur acteur dans un second rôle pour Bugsy
- Golden Globes 1992 : meilleur acteur dans un second rôle pour Bugsy
- Saturn Awards 1996 : Meilleur acteur dans un second rôle pour Une nuit en enfer
- Chlotrudis Awards 1996 : Meilleur acteur pour Smoke
- Blockbuster Entertainment Awards 2001 : meilleur acteur dans un second rôle pour U-571
- Satellite Awards 2008 : meilleur acteur dans un second rôle - Série TV, minisérie ou téléfilm pour Life on Mars
- Southeastern Film Critics Association Awards 2012 : Meilleure distribution pour Moonrise Kingdom partagé avec Jared Gilman, Kara Hayward, Bruce Willis, Edward Norton, Bill Murray, Frances McDormand, Tilda Swinton, Jason Schwartzman et Bob Balaban.

### Décorations
Commandeur de l'ordre des Arts et des Lettres

## Voix francophones
En France, Daniel Russo et Bernard-Pierre Donnadieu ont été les voix régulières en alternance de Harvey Keitel puis Michel Papineschi et Bernard Tiphaine, sont devenus ses voix françaises les plus régulières. Il a également été doublé à quatre reprises par Patrick Floersheim dans  La Mort en direct, Le Flic était presque parfait, Snake Eyes et The Young Americans, à trois reprises par Patrick Poivey dans Histoires fantastiques, Le Dragueur et The Ridiculous 6, à deux reprises par  Philippe Ogouz dans Ambulances tous risques et Enquête sur une passion, José Luccioni dans Mon beau-père et nous et Moonrise Kingdom mais aussi Patrick Raynal dans The Irishman, Trésors perdus : le secret de Moctezuma et la mini-série Le Tatoueur d'Auschwitz.
À titre exceptionnel, il est doublé par Guy Chapellier dans Mean Streets, Sylvain Joubert dans Alice n'est plus ici, Daniel Gall dans Taxi Driver, François Leccia dans Buffalo Bill et les Indiens, Pierre Trabaud dans Les Duellistes, Sady Rebbot dans Mélodie pour un tueur, Michel Paulin dans Saturn 3, Jacques Frantz dans Falling in Love d'Ulu Grosbard, Gérard Berner dans Calendrier meurtrier, Pascal Renwick dans Soleil levant, Hervé Pierre dans Holy Smoke, Jérôme Keen dans The Ministers, Georges Claisse dans Youth et Hervé Bellon dans la mini-série Mike. Il se double lui-même dans Wanted.
Au Québec, Éric Gaudry le double dans Pensées mortelles, Trésor National, Trésor National 2 : Le Livre des secrets et La Petite Famille. Il est doublé à deux reprises par Hubert Fielden dans La Nuit la plus longue et Détectives, Hubert Gagnon dans Soleil levant, Le Petit Nicky et Des ombres au soleil ainsi que par Jean-Marie Moncelet dans Sans retour, Eva et Dodger cassent la baraque et Sois Cool. À titre exceptionnel, Marc Bellier le double dans Bugsy, le gangster sans scrupule, Yvon Thiboutot dans U-571et Sylvain Hétu dans Fatima
Versions françaises
- Bernard-Pierre Donnadieu (*1949 - 2010) dans : La Dernière Tentation du Christ, Smoke, Clockers, Get Shorty, City of Crime, Le Mystère des fées : Une histoire vraie, U-571, Dragon rouge, Le Pont du roi Saint-Louis, Be Cool, Engrenage mortel[6]
- Daniel Russo dans : The Two Jakes, Pensées mortelles, Thelma et Louise, Bugsy, Reservoir Dogs, Sister Act, Bad Lieutenant, Pulp Fiction, Point limite, Little Nicky[6]
- Michel Papineschi dans : The Men's Club, La Leçon de piano, Taking sides, le cas Furtwängler, Un crime, Life on Mars, Inglourious Basterds, Lune de miel tragique, La Voie de l'ennemi, The Grand Budapest Hotel, Madame[6],[11],[12],[13],[14]
- Bernard Tiphaine (*1938 - 2021)[15],[6],[16],[17],[18] : Une nuit en enfer, Petits meurtres entre nous, Copland, Benjamin Gates et le Trésor des Templiers, Benjamin Gates et le Livre des secrets, Le Congrès